# Petasodes moufeti
Petasodes moufeti är en kackerlacksart som först beskrevs av Kirby, W. 1817.  Petasodes moufeti ingår i släktet Petasodes och familjen jättekackerlackor. Inga underarter finns listade i Catalogue of Life.